# Falkert
Falkert est une station de ski de petite taille, située dans les Alpes de Gurktal, près de Reichenau dans le nord du Land de Carinthie, en Autriche.